# Bart Ehrman
Bart D. Ehrman (1955) és un erudit del Nou Testament i expert en el paleocristianisme. Rebé el seu doctorat i Magisteri en Divinitat del Seminari Teològic de Princeton on estudià sota Bruce Metzger. Actualment és el cap del Departament d'Estudis Religiosos en la Universitat de Carolina del Nord a Chapel Hill. Fou president per la Regió Sud-est de la Societat de Literatura Bíblica, i treballà com a editor d'un nombre important de publicacions de la Societat. Actualment, coedita la sèrie «Nou Testament, Eines i Estudis».
La seva obra s'ha focalitzat en diversos aspectes de la tesi de Walter Bauer, segons la qual el cristianisme fou sempre diferent o dispar. Sovint es considera a Ehrman com un pioner al connectar la història de l'església primitiva amb les variants textuals dins dels manuscrits bíblics i al crear termes tals com: «cristianisme proto-ortodox». En els seus escrits, Ehrman s'ha dedicat a la crítica textual. A partir dels temps de la patrística, hi va haver heretges com Marció que foren acusats d'intervenir els manuscrits bíblics, Ehrman defensa que sovint fou l'ortodòxia la que va «corrompre» els manuscrits, alterant el text per promoure punts de vista particulars. Ha escrit o contribuït en dinou llibres.

## Obra

### Traduïdes al castellà
- Ehrman, Bart. Los Cristianismos perdidos. Los credos proscritos del Nuevo Testamento.  Crítica, Barcelona. 2003, 2003. ISBN 978-84-8432-573-4.
- Ehrman, Bart. Jesús no dijo eso, los errores y falsificaciones de la Biblia.  Crítica, Barcelona. ISBN 978-84-8432-852-0.
- Ehrman, Bart. Simón Pedro, Pablo de Tarso y María Magdalena.  Crítica, Barcelona. ISBN 978-84-8432-889-6.
- Ehrman, Bart. Verdades y mentiras de El Código da Vinci.  Poliedro, Barcelona. ISBN 978-84-96071-60-5.
- Ehrman, Bart. El Evangelio de Judas.  Crítica, Barcelona, 2007. ISBN 84-8432-929-1.
- Ehrman, Bart. ¿Dónde está Dios?: El problema del sufrimiento humano.  Crítica, Barcelona, 2008. ISBN 978-84-8432-563-5.

### Traduïdes al francès
- Les Christianismes disparus, La bataille pour les Ecritures, apocryphes, faux et censures. París, Bayard Culture, 2007 ISBN 978-2-227-47617-2 ISBN 2-227-47617-6
- La Construction de Jésus : Aux sources de la tradition chrétienne, H&O, 2010 ISBN 9782845472174
- Jésus avant les Évangiles : Comment les premiers chrétiens se sont rappelé, ont transformé et inventé l'histoire du Sauveur, Bayard, 2017 ISBN 978-2-227-48913-4

### En anglès
- Ehrman, Bart. God's Problem.  HarperOne, USA, 2008. ISBN 0-06-117397-5.
- Ehrman, Bart. The Lost Gospel of Judas Iscariot: A New Look at Betrayer and Betrayed.  Oxford University Press, USA, 2006. ISBN 0-19-531460-3.
- Ehrman, Bart. Peter, Paul, and Mary Magdalene: The Followers of Jesus in History and Legend.  Oxford University Press, USA, 2006. ISBN 0-19-530013-0.
- Ehrman, Bart. Misquoting Jesus: The Story Behind Who Changed the Bible and Why.  HarperSanFrancisco, 2005. ISBN 0-06-073817-0.
- Metzger, Bruce M.; Ehrman, Bart. The Text of the New Testament: Its Transmission, Corruption, and Restoration.  Oxford University Press, USA, 2005. ISBN 0-19-516667-1.
- Ehrman, Bart. Truth and Fiction in The Da Vinci Code: A Historian Reveals What We Really Know about Jesus, Mary Magdalene, and Constantine.  Oxford University Press, USA, 2004. ISBN 0-19-518140-9.
- Ehrman, Bart. A Brief Introduction to the New Testament.  Oxford University Press, USA, 2004. ISBN 0-19-516123-8.
- Ehrman, Bart. The New Testament: A Historical Introduction to the Early Christian Writings.  Oxford University Press, USA, 2003. ISBN 0-19-515462-2.
- Ehrman, Bart; Jacobs, Andrew S.. Christianity in Late Antiquity, 300-450 C.E.: A Reader.  Oxford University Press, USA, 2003. ISBN 0-19-515461-4.
- Ehrman, Bart. The Apostolic Fathers: Volume II. Epistle of Barnabas. Papias and Quadratus. Epistle to Diognetus. The Shepherd of Hermas.  Harvard University Press, 2003. ISBN 0-674-99608-9.
- Ehrman, Bart. The Apostolic Fathers: Volume I. I Clement. II Clement. Ignatius. Polycarp. Didache.  Harvard University Press, 2003. ISBN 0-674-99607-0.
- Ehrman, Bart. The New Testament and Other Early Christian Writings: A Reader.  Oxford University Press, USA, 2003. ISBN 0-19-515464-9.
- Ehrman, Bart. Lost Scriptures: Books that Did Not Make It into the New Testament.  Oxford University Press, USA, 2003. ISBN 0-19-514182-2.
- Ehrman, Bart. Jesus: Apocalyptic Prophet of the New Millennium.  Oxford University Press, USA, 1999. ISBN 0-19-512474-X.
- Ehrman, Bart. After the New Testament: A Reader in Early Christianity.  Oxford University Press, USA, 1998. ISBN 0-19-511445-0.
- Ehrman, Bart. The Orthodox Corruption of Scripture: The Effect of Early Christological Controversies on the Text of the New Testament.  Oxford University Press, USA, 1996. ISBN 0-19-510279-7.
- Ehrman, Bart. Didymus the Blind and the Text of the Gospels (The New Testament in the Greek Fathers; No. 1).  Society of Biblical Literature, 1987. ISBN 1-55540-084-1.